# 海江田譲二
海江田 譲二（かいえだ じょうじ、1908年3月1日 - 1986年4月11日）は、日本の俳優である。本名は上遠野 武史（かどの たけし）である。

## 人物・来歴
1908年（明治41年）3月1日、秋田県北秋田郡大館町（現在の同県大館市）に上遠野武史として生まれる。
1930年（昭和5年）、同郷の映画監督・辻吉朗を頼って京都に移り、辻の所属する日活太秦撮影所に入社する。同年、辻監督による主演作『股旅しぐれ』で映画界にデビュー、つづいて大河内傳次郎が出演予定だった同監督の『大虚』の主演に急遽抜擢され、スターの道を歩み始める。1931年（昭和6年）、稲垣浩監督の『男達ばやり』で片岡千恵蔵と共演、翌1932年（昭和7年）には、辻監督の『沓掛時次郎』で主演する。
1933年（昭和8年）、荒井良平監督による主演作『新蔵兄弟』を最後に日活太秦を去り、東京に移り、日本映画多摩川撮影所で志波西果監督の『旅合羽だんだら染』に主演した後、東京・巣鴨の河合映画製作社に移籍する。同社でもスターとして迎えられ、入社第1作は中島宝三監督の『天蓋浪々記』であった。同年、河合が大都映画に改組されて移籍、海江田譲二プロダクションを興し、中島宝三を監督に主演作『江戸剣飛脚』を製作し、大都映画が配給した。1936年（昭和11年）には、石山稔監督による主演作『水戸浪士』を最後に大都映画を退社、ふたたび海江田譲二プロダクションで極東映画の小倉八郎を監督に、主演作『檜山大騒動』を製作、1937年（昭和12年）、極東映画が配給した。
同年、京都に戻り、今井理輔の今井映画製作所に入社した。入社第1作は児井英男（のちの児井英生）監督による主演作『青葉城異変』であった。翌1938年（昭和13年）には同社は瓦解するので、後藤昌信監督の『両国剣囃子』を最後に東宝映画京都撮影所に移籍、3作に出演した後、松竹下加茂撮影所に移籍した。移籍第1作は、二川文太郎監督の『鬼面三日月党』であった。同社には第二次世界大戦中まで在籍し、溝口健二監督の『元禄忠臣蔵』前篇・後篇で堀部安兵衛を演じている。
戦後は、1950年（昭和25年）、佐伯清監督の嵐寛寿郎主演作『大利根の夜霧』に出演して復帰している。京都作品を中心に多くの作品に出演した。
1986年（昭和61年）4月11日、死去した。満78歳没。

## おもなフィルモグラフィ
- 『股旅しぐれ』 : 監督辻吉朗、1930年
- 『大虚』 : 監督辻吉朗、1930年 - 御手洗源四郎
- 『十四郎御用篇』 : 監督辻吉朗、1930年 - 暗闇十四郎
- 『日活オンパレード』 : 監督阿部豊、1930年
- 『男達ばやり』 : 監督稲垣浩、1931年
- 『沓掛時次郎』 : 監督辻吉朗、1932年
- 『新蔵兄弟』 : 監督荒井良平、1933年
- 『旅合羽だんだら染』 : 監督志波西果、1933年
- 『天蓋浪々記 刃影抹殺篇』 : 監督中島宝三、1933年
- 『天蓋浪々記 完結篇』 : 監督中島宝三、1933年
- 『江戸剣飛脚』 : 監督中島宝三、1933年
- 『新撰組悲歌』 : 監督益田晴夫、1934年
- 『檜山大騒動』 : 監督小倉八郎、海江田譲二プロダクション / 極東映画、1937年
- 『青葉城異変』 : 監督児井英男、今井映画製作所 / 東宝映画、1937年
- 『両国剣囃子』 : 監督後藤昌信、今井映画製作所 / 東宝映画、1938年
- 『鬼面三日月党』 : 監督二川文太郎、1938年
- 『銭形平次捕物控』 : 監督星哲六、1939年
- 『雪之丞変化 闇太郎懺悔』 : 監督大曾根辰夫、1939年
- 『荒木又右衛門』 : 監督大曾根辰夫、応援監督伊藤大輔、1940年
- 『元禄忠臣蔵』前篇・後篇 : 監督溝口健二、1941年 - 1942年 - 堀部安兵衛
- 『北方に鐘が鳴る』 : 監督大曾根辰夫、1943年
- 『大利根の夜霧』 : 監督佐伯清、1950年
- 『大江戸五人男』 : 監督伊藤大輔、1951年
- 『薩摩飛脚』 : 監督内出好吉、1951年
- 『白鳥の騎士』 : 監督組田彰造、1953年
- 『絵島生島』 : 監督大庭秀雄、1955年
- 『侍ニッポン』 : 監督大曾根辰夫、1955年
- 『鍔鳴浪人』 : 監督内出好吉、1956年
- 『おしどり喧嘩笠』 Oshidori kenkagasa : 監督萩原遼、1957年
- 『琴姫七変化』 : テレビ映画、1960年
- 『敵は本能寺にあり』 : 監督大曾根辰夫、1960年
- 『任侠外伝 玄海灘』 : 監督唐十郎、1976年

## 註
1. 1 2 3 4  『芸能人物事典 明治大正昭和』、日外アソシエーツ、1998年、「海江田譲二」の項。
2. 1 2 3 4 5 6  『無声映画俳優名鑑』、無声映画鑑賞会編、マツダ映画社監修、アーバン・コネクションズ、2005年、p.136。
3. 1 2 3 4  #外部リンク、「海江田譲二」、キネマ旬報、2009年11月10日閲覧。
4. 1 2 3 4 5 6 7 8 9 10 11 12  #外部リンク、「海江田譲二」、日本映画データベース、2009年11月10日閲覧。